# Edgard Høyer
Silbert Edgard Louis Severin Høyer, född 24 oktober 1859 i Köpenhamn, död 29 oktober 1942 i Köpenhamn, var en dansk författare och manusförfattare. Han var son till musikern Nicolai Hansen och hans hustru Jørgine Adamine Ulrikke Cathrine, född Rostved.
Han juristexamen 1883 och arbetade därefter som overretssagfører. Redan under skoltiden skrev han dramatik som kamraterna framförde. 1888 skickade han in Dristigt vovet till Det Kongelige Teater, där den antogs. Pjäsen blev inte någon succé, men han fick revansch när I ravnekrogen sattes upp 1891. Efter det sökte han sig till de privata teatrarna, där han fick stor framgång med sina lustspel och komedier. 1899-1901 var han direktör för Teater Casino i Köpenhamn. Hans sista pjäs blev Glas og Porcellæn, som hade premiär på Det Ny Teater 1921. 
Flera av hans pjäser har uppförts i Sverige. 1890 sattes Dristigt vovet upp på Södra Teatern under titeln Friskt vågat.
1886 gifte han sig med Anna Clausen.

## Filmmanus
- 1921 – Blade af Satans bog

## Dramatik
- Dristigt vovet, 1888
  - Friskt vågat, 1890
- I ravnekrogen, 1891
- Frøken A.W., 1892
- Modkandidater, 1892
- Klokkerne, 1894 (tillsammans med Anna Høyer)
- Scenens børn, 1895
  - Scenens barn
- Etatsraadens stiftelse, 1895
  - Etatsrådets stiftelse, 1898
- Løndøren, 1896 (översättning)
- Familien Jensen, 1897
  - Familjen Jensen, 1898
- Bukkespring, 1897 (översättning)
- Tøbrud, 1898
- Bryllupet paa Valeni, 1900 (översättning tillsammans med Anna Høyer)
- Consulens aktier, 1900
- En kur, 1900 (översättning)
- Dronning Marguerites Noveller (översättning)
- Det forgyldte æsel, 1900 (översättning)
- Vandfaldet, 1901 (översättning)
- Den rare forhørsdommer, 1901 (översättning)
- Møllen, 1901
- I familiens skød, 1901 (översättning)
- Havfruen, 1901
- Tante Cramers testamente, 1904
  - Tant Kramers testamente
- Standens ære, 1907
- Brøderne Hansen, 1908
  - Bröderna Hansen, 1909
- Den dummeste, 1908 (översättning)
- Niels Peter Svane, 1909
- Michel Perrin, 1909 (översättning)
- En ideal ægtemand, 1910 (översättning tillsammans med Anna Høyer)
- Beates Eventyr, 1910 (översättning)
- En maaneds simpel fængsel, 1910 (översättning tillsammans med Anna Høyer)
- Frk. Venus, 1910
- Fra den anden bred, 1911 (översättning tillsammans med Anna Høyer)
- Peter Pip og hans søster, 1912
- Min mands ven, 1913 (översättning tillsammans med Anna Høyer)
- Svamp, 1914
- Velgørenhed, 1914
- Prinsessen og den hele verden, 1915
  - Prinsessan och hela världen, 1916
- Paa Anklagebænken, 1916 (översättning tillsammans med Anna Høyer)
- Jomfru Agnete
- Magister Ernst
- Czar Ivan den grusomme
- Professor Hans Magnus, 1916
- Fra det mellemste København, 1916
- Helen, 1919
- Hendes Type, 1919
- Glas og Porcellæn, 1921